# Jacob Ba
Jacob Ba (ur. 20 stycznia 1984 w Saint-Louis) – mauretański piłkarz występujący na pozycji pomocnika.

## Kariera klubowa
Ba karierę rozpoczynał w 2001 roku w senegalskim klubie ASC Linguère. Na początku 2003 roku wyjechał do Francji, by grać w tamtejszym FC Martigues z Championnat National. W tym samym roku spadł z nim do CFA. W Martigues spędził jeszcze rok. W 2004 roku przeszedł do grającego w Championnat National Gazélec Ajaccio. Występował tam przez rok.
W 2005 roku Ba podpisał kontrakt z Dijon FCO z Ligue 2. Zadebiutował tam 29 lipca 2005 roku w przegranym 1:2 pojedynku z Valenciennes FC. Przez rok dla Dijon zagrał 9 razy. W 2006 roku odszedł do innego zespołu Ligue 2, Tours FC. Pierwszy ligowy mecz zaliczył tam 28 lipca 2006 roku przeciwko LB Châteauroux (1:3). W Tours grał przez rok, a potem wrócił do Dijon, gdzie także występował przez rok.
W 2008 roku Ba został graczem klubu FC Gueugnon z Championnat National. Następnie grał w hiszpańskim trzecioligowcu Terrassa FC, marokańskim KAC Kénitra (GNF 1) oraz belgijskim trzecioligowcu Union Royale Namur, a w 2011 roku wrócił do Francji, do Aurillac FCA z piątej ligi. Następnie grał w Angoulême CFC, Limoges FC i SO Cholet.

## Kariera reprezentacyjna
W reprezentacji Mauretanii Ba zadebiutował w 2008 roku.